# Concerto grosso nr. 1 (Penderecki)
Concerto grosso nr. 1 voor drie celli en orkest een compositie van de Pool Krzysztof Penderecki. De cello is kennelijk het lievelingsinstrument van de componist want hij schreef al een sonate voor cello en orkest; een eerste en tweede celloconcert en later volgde nog Largo voor cello en orkest. De eerste uitvoering vond plaats in Tokio door het NHK Symfonieorkest onder leiding van Charles Dutoit met drie topcellisten Boris Pergamentsjov, Truls Mørk en Han-Na Chang. Het werk kan gezien worden als een tripelconcerto.

## Muziek
Het werk ademt de sfeer van de Russische componist Dmitri Sjostakovitsj. Penderecki, ook dirigent, voerde regelmatig diens werken uit en werd in die tijd beïnvloed door de muziek van de Rus. Het werk past bijna binnen de laat-romantische stijl, maar indeling en orkestratie verschillen nogal van een romantische concerto. De solisten spelen als bij een concert tegenover en met het symfonieorkest, maar ook tegenover en met elkaar. Naast de solisten vormt de strijkersgroep binnen het orkest ook een belangrijke factor, met name in het begin, waar het er op lijkt dat het werk geschreven is voor strijkers alleen. Door de somber klinkende celli lijkt het welhaast een klaaglied. Deel twee kent een gejaagde stemming waarin de solisten worden meegetrokken onder invloed van de percussie, met name de xylofoon. Het geheel komt tot rust als de muziek door de hoboïst naar deel drie wordt gestuurd. Dat deel “is” voor de koperblazers, de solisten spelen een ondergeschikte rol hier. Deel vier is een rustige nocturne, waarin de strijkers het weer voor het zeggen hebben, maar dit wordt vrij snel door koper en percussie naar deel vijf geleid. Deel vijf is eigenlijk al de recapitulatie van alles wat daarvoor al aanwezig was. De althobo heeft er een langgerekte solo, die in het zesde deel terugkomt. In dat laatste deel zit ook de cadens voor de solisten.

### Delen
Het werk is opgesplitst in zes delen, die zonder pauze achter elkaar gespeeld worden:
1. Andante sostenuto (8:10¹)
2. Allegro con brio (4:29)
3. Allegretto giocoso (4:37)
4. Meno mosso, Notturno. Adagio (4:49)
5. Allegro con brio (9:19)
6. Adagio (4:05)

- ¹de tijden worden vermeld om indruk te krijgen van de onderlinge tijdsverhoudingen.

### Orkestratie
- 2 dwarsfluit waarvan ook 1 piccolo, 2 hobo’s waarvan ook 1 althobo, 2 klarinetten waarvan 1 ook esklarinet, 1 basklarinet, 2 fagotten waarvan 1 ook contrafagot;
- 4 hoorns, 2 trompetten, 3 trombones, 1 tuba
- 3 man / vrouw percussie voor onder meer triangel, 2 tamtams, bekkens, grote trom, kleine trom, marimba, xylofoon en glockenspiel, 1 harp, 1 celesta
- 14 eerste violen, 10 tweede violen, 10 altviolen, 8 celli, 6 contrabassen.

## Discografie
- Uitgave Naxos: Antoni Wit met het Filharmonisch Orkest van Warschau met solisten Ivan Monighetti, Arto Noras en Rafal Kwiatkowski; opname 2007

## Nummer 2
Concerto grosso nr. 2 heeft als volledige titel: Concerto grosso nr. 2 voor vijf klarinetten en orkest en stamt uit 2005.